# Campionats del món de ciclisme de muntanya i trial de 2014
Els Campionats del món de ciclisme de muntanya i trial de 2014 van ser la 25a edició dels Campionats del món de ciclisme de muntanya organitzats per la Unió Ciclista Internacional. Les proves tingueren lloc del 2 al 7 de setembre de 2014 a Lillehammer i Hafjell (Oppland) a Noruega.

## Resultats

### Camp a través
| Proves         | Or                                                                             | Plata                                                                        | Bronze                                                                    |
| Masculí        | Julien Absalon (FRA)                                                           | Nino Schurter (SUI)                                                          | Marco Aurelio Fontana (ITA)                                               |
| Femení         | Catharine Pendrel (CAN)                                                        | Irina Kalentieva (RUS)                                                       | Lea Davison (USA)                                                         |
| Masculí sub-23 | Michiel van der Heijden (NED)                                                  | Jordan Sarrou (FRA)                                                          | Howard Grotts (USA)                                                       |
| Femení sub-23  | Jolanda Neff (SUI)                                                             | Margot Moschetti (FRA)                                                       | Linda Indergand (SUI)                                                     |
| Masculí júnior | Simon Andreassen (DEN)                                                         | Egan Bernal (COL)                                                            | Luca Schwarzbauer (GER)                                                   |
| Femení júnior  | Nicole Koller (SUI)                                                            | Malene Degn (DEN)                                                            | Sina Frei (SUI)                                                           |
| Relleus Mixt   | França · Jordan Sarrou · Hugo Pigeon · Pauline Ferrand-Prévot · Maxime Marotte | Suïssa · Andri Frischknecht · Filippo Colombo · Jolanda Neff · Nino Schurter | Txèquia · Krystof Bogar · Jan Rajchart · Kateřina Nash · Jaroslav Kulhavý |

### Camp a través per eliminació
| Proves  | Or                       | Plata                 | Bronze                    |
| Masculí | Fabrice Mels (BEL)       | Emil Lindgren (SWE)   | Kévin Miquel (FRA)        |
| Femení  | Kathrin Stirnemann (SUI) | Linda Indergand (SUI) | Ingrid Bøe Jacobsen (NOR) |

### Descens
| Proves         | Or                    | Plata                  | Bronze                |
| Masculí        | Gee Atherton (GBR)    | Josh Bryceland (GBR)   | Troy Brosnan (AUS)    |
| Femení         | Manon Carpenter (GBR) | Rachel Atherton (GBR)  | Tahnée Seagrave (GBR) |
| Masculí júnior | Loris Vergier (FRA)   | Laurie Greenland (GBR) | Jacob Dickson (IRL)   |
| Femení júnior  | Tegan Molloy (AUS)    | Viktoria Gimenez (FRA) | Marine Cabirou (FRA)  |

### Trial
| Proves                       | Or                                                                                                  | Plata                                                                                         | Bronze                                                                                |
| Masculí - 20 polzades        | Benito Ros (ESP)                                                                                    | Abel Mustieles (ESP)                                                                          | Raphael Pils (GER)                                                                    |
| Masculí - 26 polzades        | Gilles Coustellier (FRA)                                                                            | Aurélien Fontenoy (FRA)                                                                       | Kenny Belaey (BEL)                                                                    |
| Femení                       | Tatiana Janickova (SVK)                                                                             | Nina Reichenbach (GER)                                                                        | Gemma Abant (ESP)                                                                     |
| Masculí júnior - 20 polzades | Dominik Oswald (GER)                                                                                | Oriol Roca (ESP)                                                                              | Alex Rudeau (FRA)                                                                     |
| Masculí júnior - 26 polzades | Jack Carthy (GBR)                                                                                   | Sergi Llongueras (ESP)                                                                        | Dominik Oswald (GER)                                                                  |
| Equips                       | Alemanya · Dominik Oswald · Raphael Pils · Moritz Mettenheimer · Hannes Herrmann · Nina Reichenbach | França · Alex Rudeau · Aurélien Fontenoy · Nicolas Vallée · Vincent Hermance · Marion Porcher | Espanya · Oriol Roca · Abel Mustieles · Sergi Llongueras · Rafael Tibau · Gemma Abant |

## Medaller
| Pos. | País          | Or | Plata | Bronze | Total |
| 1    | França        | 4  | 5     | 3      | 12    |
| 2    | Suïssa        | 3  | 3     | 2      | 8     |
| 3    | Regne Unit    | 3  | 3     | 1      | 7     |
| 4    | Alemanya      | 2  | 1     | 3      | 6     |
| 5    | Espanya       | 1  | 3     | 2      | 6     |
| 6    | Dinamarca     | 1  | 1     | 0      | 2     |
| 7    | Bèlgica       | 1  | 0     | 1      | 2     |
| 8    | Austràlia     | 1  | 0     | 0      | 1     |
| 8    | Canadà        | 1  | 0     | 0      | 1     |
| 8    | Països Baixos | 1  | 0     | 0      | 1     |
| 8    | Eslovàquia    | 1  | 0     | 0      | 1     |
| 12   | Colòmbia      | 0  | 1     | 0      | 1     |
| 12   | Rússia        | 0  | 1     | 0      | 1     |
| 12   | Suècia        | 0  | 1     | 0      | 1     |
| 15   | Estats Units  | 0  | 0     | 2      | 2     |
| 16   | Txèquia       | 0  | 0     | 1      | 1     |
| 16   | Irlanda       | 0  | 0     | 1      | 1     |
| 16   | Itàlia        | 0  | 0     | 1      | 1     |
| 16   | Noruega       | 0  | 0     | 1      | 1     |
|      | Total         | 19 | 19    | 19     | 57    |